# Ftío
En la mitología griega Ftío o Ptío (en griego Φθῖος, Phthíos) es el personaje epónimo masculino de la ciudad de Ftía.
Fue Pelasgo, según se dice, hijo de Zeus y Níobe, la hija de Foroneo, la primera mujer mortal con la que Zeus se unió, según cuenta la leyenda. Seis generaciones después, abandonando el Peloponeso, emigraron a lo que entonces se llamaba Hemonia, y ahora Tesalia. Dirigían la fundación de la colonia Aqueo, Ftío y Pelasgo, los hijos de Larisa y Poseidón, que en cuanto llegaron a Hemonia, expulsaron a los bárbaros que habitaban allí y dividieron el territorio en tres partes, dándoles los nombres de sus dirigentes: Ftiótide, Acaya y Pelasgiótide. Permanecieron allí por espacio de cinco generaciones, durante las cuales consiguieron la mayor prosperidad, recogiendo el fruto de las llanuras de Tesalia; y hacia la sexta generación, fueron expulsados de Tesalia por los curetes y los léleges, que ahora se llaman etolios y locrios, y por muchos otros que habitaban cerca del Parnaso, siendo el jefe de los enemigos Deucalión, el hijo de Prometeo y Clímene, la hija de Océano.

## Otros personajes homónimos
Ftío también fue un hijo de Licaón y el hijo concebido entre Hermíone y Neoptólemo.